# Mosquiter de l'Emei
El mosquiter de l'Emei (Phylloscopus emeiensis) és una espècie d'ocell de la família dels fil·loscòpids (Phylloscopidae). És endèmic de l'interior de la Xina. Els seus hàbitats principals són els boscos temperats. El seu estat de conservació es considera de risc mínim.